# 65637 Tsniimash
65637 Tsniimash este o planetă minoră (asteroid), cu un diametru de 2,269 km, din Inner Main Belt⁠(d). A fost descoperită pe 14 noiembrie 1979 la Observatorul Astrofizic din Crimeea⁠(d) de Liudmila Juravliova și a fost numită după Țentralnîi naucino-issledovatelski institut mașinostroenia⁠(d). 
Obiectul prezintă o orbită caracterizată de o semiaxă mare de 1,9371328120323 UAi, o excentricitate de 0,11, o înclinație de 22 ° în raport cu ecliptica.